# James Foster (Fußballspieler, 1874)
James Foster (* 3. Quartal 1874 in Preston; † unbekannt) war ein englischer Fußballspieler.

## Karriere
Foster spielte zu Beginn seiner Laufbahn von 1897 bis 1899 für den FC Reading in der Southern Football League, beim Erreichen von zwei fünften Plätzen in der Abschlusstabelle kam er zu insgesamt 25 Einsätzen. Im Oktober 1898 wurde Foster vom Verein wegen „Fehlverhaltens“ eine Geldstrafe von 1 £ auferlegt, drei seiner Mitspieler wurden gar für drei Wochen suspendiert. In der Spielzeit 1899/1900 war er für eine Saison bei Northampton Town in der Midland Football League aktiv. Der Klub war neu in die Midland League aufgenommen worden und erreichte auf Anhieb den dritten Tabellenrang. Foster war als Stammspieler auf der Außenläuferposition und im weiteren Saisonverlauf als Mittelläufer aktiv und auch mehrfach als Strafstoßschütze erfolgreich. Im Mai 1900 wechselte er in die Football League Second Division zu Leicester Fosse, wo er als Ersatz für Herbert Dainty vorgesehen war.
Während seiner Zeit bei Leicester wohnte er gemeinsam mit seinem Mitspieler Peter Kyle in unmittelbarer Nähe zum Stadion in der Filbert Street. Foster kam insbesondere zu Saisonbeginn zu 20 Ligaeinsätzen als rechter Außenläufer, bevor er auf dieser Position von Arthur Berry verdrängt wurde. Mit der Rückkehr von Dainty zur folgenden Saison, verließ Foster Leicester Fosse wieder und wechselte in die Southern League zum FC Kettering. Dort war er die Saison über Stammspieler und bestritt alle 30 Ligapartien, im Frühjahr 1902 wurde er wegen „Trunkenheit und Ruhestörung“ angeklagt und von einem lokalen Gericht zu einer Strafe von fünf Shilling sowie den Verfahrenskosten von 4 Shilling und 4 Pence verurteilt. Seine Fußballer-Laufbahn setzte er ab Mitte 1902 bei Rothwell Town Swifts in der Northamptonshire League fort.